# Leopoldo López Gil
Leopoldo López Gil (Caracas, 20 de octubre de 1944) es un empresario, activista y político hispano-venezolano, que en las elecciones europeas de 2019, resultó elegido diputado del Parlamento Europeo por España, dentro de la lista del Partido Popular. Es padre de Leopoldo López, político opositor venezolano y exalcalde de Chacao.

## Biografía
Hijo del médico Leopoldo López Ortega y Edith Gil Santana. Su tío, Rafael Ernesto López Ortega fue ministro de Educación durante la presidencia de Eleazar López Contreras.
Se casó con Antonieta De La Coromoto Mendoza Coburn, hija de Eduardo Mendoza Goiticoa, quien fue Ministro de Agricultura y Cría de Rómulo Betancourt. El matrimonio tiene tres hijos: Diana Cristina, Leopoldo Eduardo y Adriana Margarita.

### Carrera profesional
Estudió gobierno y economía de la Universidad de Columbia, en Nueva York, y obtuvo una maestría en finanzas en la Escuela de negocios Wharton de la Universidad de Pensilvania en Filadelfia. 
En 1974 fue miembro fundador del programa de becas Fundación Gran Mariscal de Ayacucho (Fundayacucho), desempeñándose como su primer secretario ejecutivo y luego en 1989 como su presidente. Leopoldo López Gil también ha sido miembro del consejo editorial Daily Journal y del diario El Nacional y presidente de la Academia Venezolana de Gastronomía, de Educrédito, y del Centro Venezolano Americano. Dentro de sus actividades empresariales, López se desempeñó como gerente o presidente de varias corporaciones, empresas y restaurantes.
Fue acusado de firmar el Acta de Constitución del Gobierno de Transición Democrática y Unidad Nacional. Desde 2014, López Gil no ha regresado a Venezuela y ha trabajado para denunciar la situación de Venezuela en España, Portugal, Italia y Colombia.

### Eurodiputado

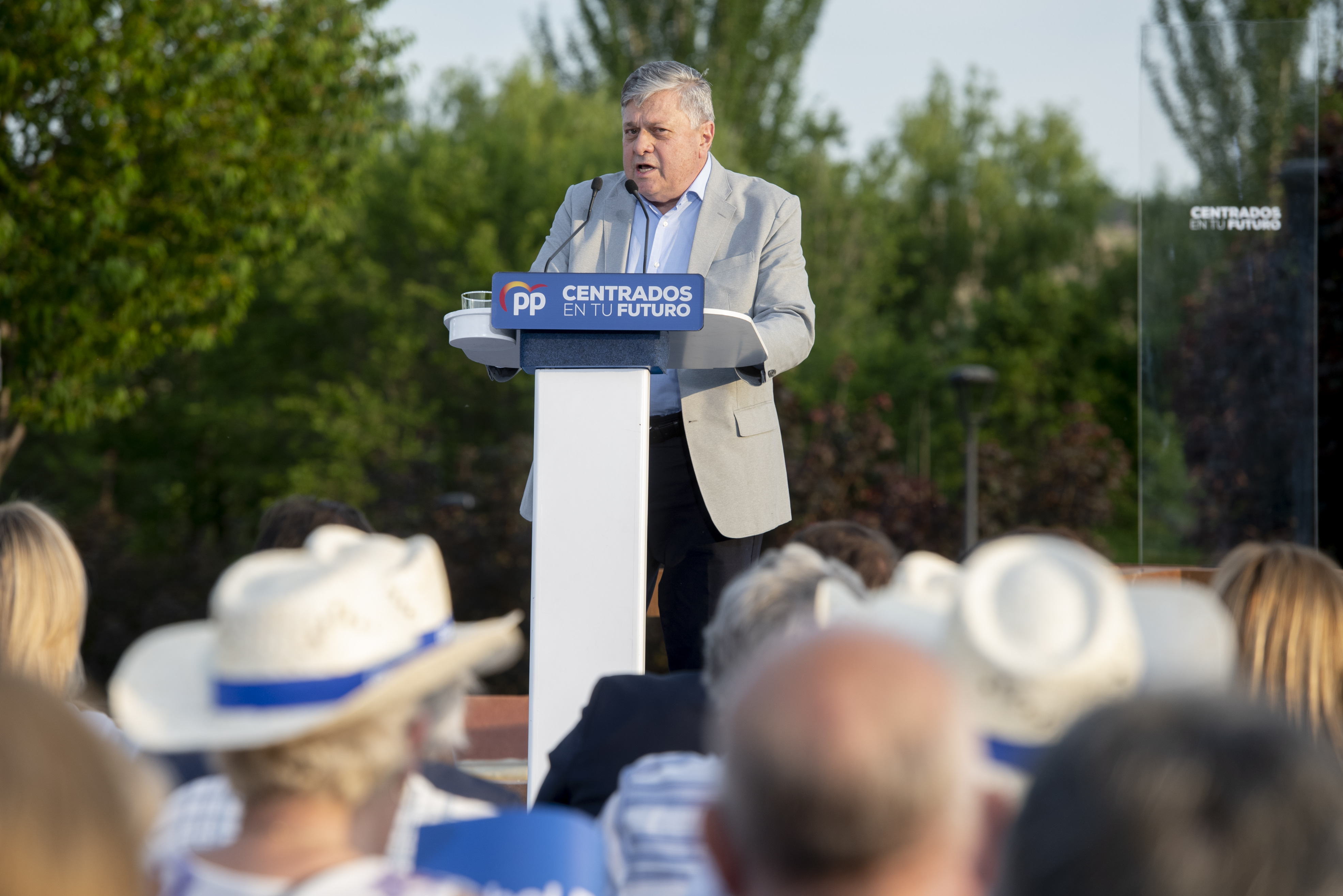
López Gil en un mitin del Partido Popular.

López Gil, a quien el gobierno de Mariano Rajoy concedió en diciembre de 2015 la nacionalidad española por carta de naturaleza, fue incorporado por el Partido Popular como candidato número 12 de su lista para las elecciones al Parlamento Europeo de mayo de 2019 tras la renuncia de Ángel Garrido, dejando una vacante dentro de la lista del PP. Resultó elegido diputado, al obtener 12 escaños la candidatura del partido, siendo el primer venezolano electo como eurodiputado. López anunció después de las elecciones su voluntad de trabajar en la Comisión de Derechos Humanos de dicha instancia, tratando los temas de Venezuela, Nicaragua y Cuba.
El 1 de julio de 2019 tomó juramento como eurodiputado en Bruselas. Con las responsabilidades de Vicepresidente de la Delegación en la Comisión Parlamentaria Mixta UE, miembro de la Subcomisión de Derechos Humanos y miembro de la Delegación en la Asamblea Parlamentaria Euro-Latinoamericana.

## Honores
- Orden Francisco de Miranda (primera y segunda clase)
- Orden Andrés Bello (primera clase)
- Orden Gran Mariscal de Ayacucho (primera clase)
- Orden al Mérito Naval (Armada)
- Orden Sol de Carabobo (Ejército)
- Palmas Académicas (Francia)
- Orden al Mérito en el Trabajo (primera clase)
- Orden al Mérito Ciudadano (Fiscalía General de Venezuela)
- Orden Francisco Fajardo (primera clase)
- Medalla de la Asociación Internacional de Rectores y Presidentes Universitarios de México
- Medalla de Honor (Universidad de Los Andes)

Igualmente Leopoldo ha sido galardonado con la orden reconocimiento de Fundayacucho y la orden Héroes del Silencio por parte de los bomberos del Distrito Federal, con la Medalla de Honor por el Instituto Venezolano de Investigaciones Científicas y con la distinción bicentenaria de la Universidad de Los Andes.